# Rover 8
Rover 8 byl malý osobní automobil s jednoválcovým motorem o objemu 1327 ccm o výkonu 8 koní vyrobený britskou automobilkou Rover. Jednalo se o první vůz Roveru. Na tomto modelu bylo pozoruhodné, že nebyl vybaven v té době běžným šasi, ale páteřovým rámem. První model byl vyráběn v letech 1904 až 1912. V roce 1911 a 1912 byla nabídka rozšířena o motor typu Daimler-Knight s šoupátkovým rozvodem.
Po první světové válce byl nabízen od roku 1919 do roku 1925 s novým dvouválcovým motorem o objemu 998 ccm a výkonu 8 koní (později 1134 ccm). V roce 1924 byl nahrazen modelem Rover 9 s čtyřválcovým motorem o objemu 1074 ccm.

## 1904–1912
Automobil s neobvyklou strukturou byl navržen Edmundem Woodwardem Lewisem (1870–1941), který k Roveru přešel od firmy Daimler. Namísto konvenčního podvozku měl automobil páteřový rám, který byl tvořen klikovou skříní motoru, skříní převodovky, skříní kardanu a skříní zadní nápravy přičemž vše bylo spojeno v jedno jako součást nosníku. Neodpružený páteřový rám, v zadní části oddělený od pneumatik, byl nezávisle zavěšen na přední nápravě v jediném bodě otočnou příčnou listovou pružinou, což nepřispělo k příčné stabilitě a celé vozidlo se tedy opíralo o pouhé tři body.
|  |  |

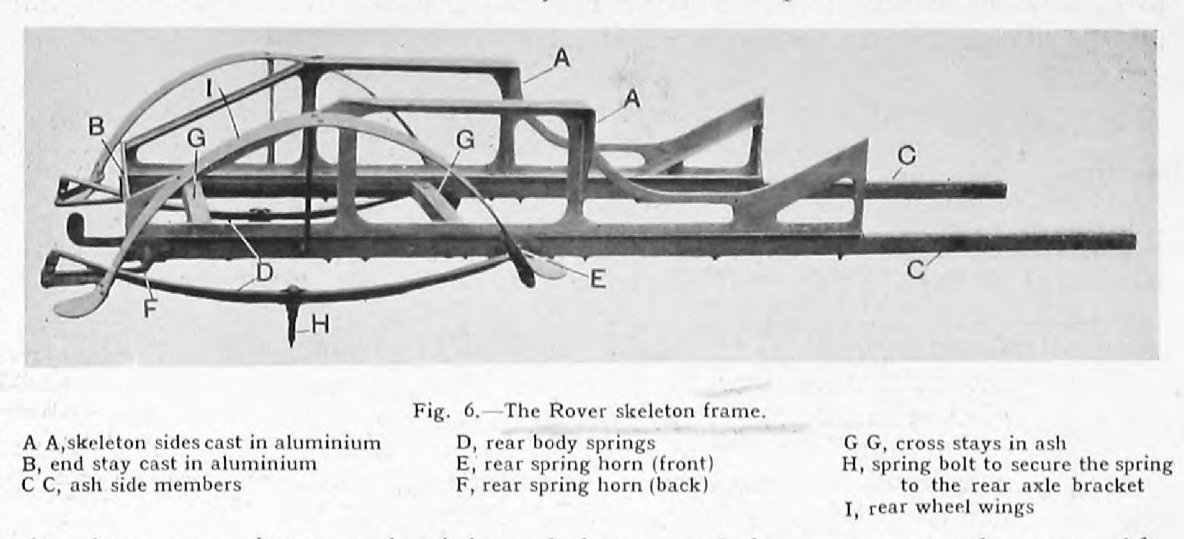
Tělo pomocného rámu

Tělo bylo pomocí vlastního pomocného rámu namontováno na zadní nápravě pomocí půleliptických listových pružin.
Automobil byl poháněn jednoválcovým motorem o objemu 1327 cm³ s vývrtem 114,3 mm a zdvihem 127,0 mm. Sací a výfukové ventily byly mechanicky ovládané.

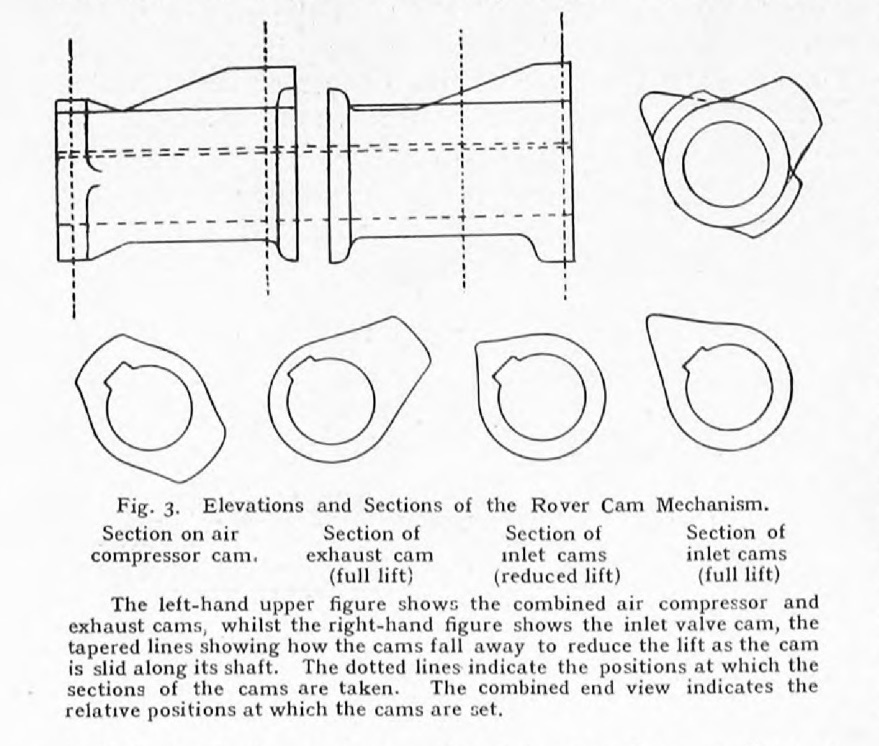
Schematické znázornění vaček

### Motorová brzda
Vůz měl neobvyklé ovládání pedálu, které ovládalo vačkovou hřídel a tím zajišťovalo přídavnou motorovou brzdu.
Když bylo potřeba zpomalit motor, nožní páka řidiče nejprve posunula vačky aby tak snížila zdvih ventilu, a pak se při dalším tlaku na páku ventily úplně zavřely a motor se tím pádem stal účinným vzduchovým kompresorem zpomalující zadní kola.

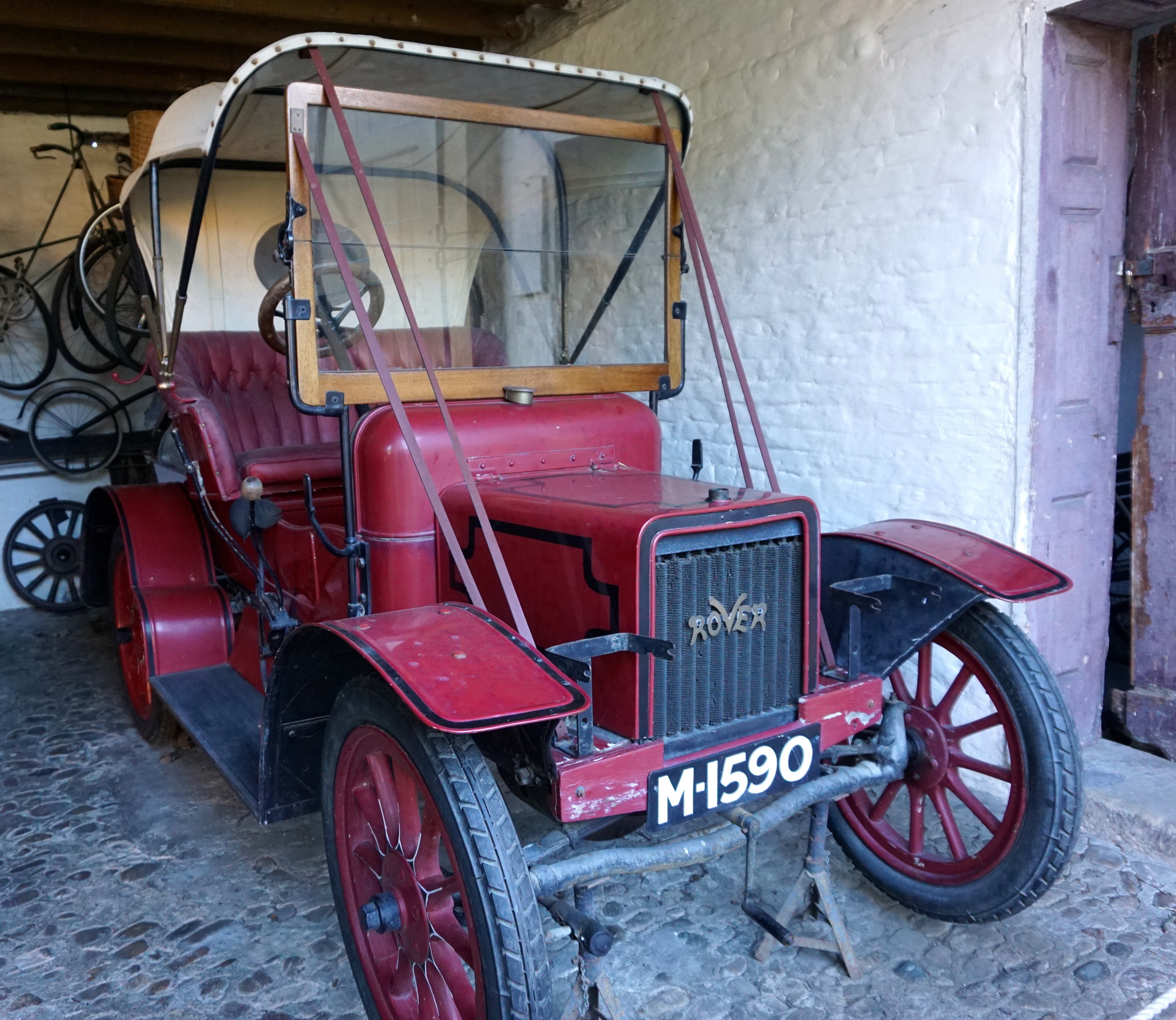
Otevřený dvoumístný Rover 8 z roku 1907

Při běžné rychlosti motoru 900 ot/min produkoval 8 koňských sil. Pokud však bylo třeba vyššího výkonu, šlo motor zrychlit až na 1500 ot/min pomocí opatrného nastavení škrtící klapky a předstihu. Nad spalovacím prostorem je hliníková deska po jejímž odstranění je možno kontrolovat prostory vodního chlazení při zablokování nebo kvůli potenciálnímu zablokování. Klikový hřídel a vačkový hřídel byly vybaveny velkými kuličkovými ložisky. Zapalovací svíčka se nachází těsně nad přívodním ventilem. Elektrický proud je zajištěn akumulátorem a vysokorychlostní indukční cívkou Bassée-Michel a časovým spínáním. Vodiče tedy mohou být velmi krátké. Pokud by došlo k nějakému zkratu, vypínač na středu volantu by automaticky vypnul zapalování.
Vodní pumpa na bázi šroubu čerpá vodu ze základny chladiče a tlačí ji přes chladicí kanálky motoru k jeho horní nádrži odkud se opět dostane do základny přes dvanáct měděných trubek, které jsou opatřeny hliníkovým žebrováním. Řemenice na konci klikové hřídele pohání ventilátor, který tak žene vzduch skrz chladič motoru.
Celoocelová mokrá spojka má tvar zvonku s pružinami a na výstupním hřídeli se spojuje s plovoucím litinovým kotoučem, který přenáší energii na třírychlostní převodovku. Rychlosti převodovky jsou pak:
1. rychlost: 13 km/h
2. rychlost: 26 km/h
3. nebo vyšší rychlost: 39 km/h
4. zpátečka: 13 km/h

Nejvyšším převodovým stupněm je přímý pohon ze spojky do zadního zkosení na diferenciálu v hliníkovém odlitku zadní nápravy. Ekonomická výroba byla zajištěna tím, že se převodovka vyráběla ze tří velikostí jednoho typu ozubeného kola. Řadicí páka je umístěna ve spodní části volantu a ovládá tím soustřednou trubici kolem sloupku řízení.
Řízení a odpružení
Přední náprava je tvořena ocelovou trubkou. Oba konce nápravy jsou opatřeny malou sadou otočných čepů s kuličkovými ložisky ve věnci a každé kolo je pak s řídícím mechanismem spojeno příčným táhlem. Táhlo je spojeno s patkou hřídele řízení dvojitým lankem, které se otáčí kolem této hřídele. Jeden konec lanka je opatřen pružinou a lanko druhého kola je připojeno pevně. Malý průměr hřídele řízení byl zkonstruován pro zmírnění účinku otřesů na řízení vozidla.
Podvozek je vybaven kompresními tyčemi, které jsou připevněné na pouzdro převodovky a to tak, aby drželi stabilizovaný každý konec přední nápravy a tím se minimalizovalo vychýlení při přejezdu nerovností.
Zadní nápravy jsou zavěšeny na čepech s kuličkovými ložisky a jsou společně s diferenciálem zabudovány v jednom hliníkovém odlitku. Šroub, který upevňuje dlouhé poloeliptické pružiny, které jsou nosnou částí zadní nápravy i karoserie, je upevněn na stejném pouzdře. Kryt diferenciálu má snímatelný kontrolní kryt stejně jako převodovka a spojka.
Mazání
Motor je mazán vstřikovacím systémem. Během pravidelné údržby se přivádí mazivo kontrolními kryty do skříně spojky, pouzdra převodovky a zadní nápravy s diferenciálem.
Brzdy
Brzdy na zadních kolech jsou vyrobeny ze svářkové oceli zabudované do temperovaných železných bubnů. Jsou řízeny pedálem, který ovládá tažná lanka.
Karoserie a interiér
Dvousedadlový vůz je vybaven tvarovanými polstrovanými sedadly, přičemž řidičovo místo je mělčí a méně komfortní než místo spolucestujícího. Obě strany karoserie jsou tvořeny odlitým hliníkovým skeletem na dřevěném rámu z jasanového dřeva. Obě strany jsou vyztuženy od předních sedadel až po zadní část hliníkovými lištami. V zadní části je základna tvořena větší částí dílů dřevěného rámu z jasanu o čemž tehdejší automobilka Rover tvrdila, že na tento rám lze namontovat i rozměrnější tělo jednoduché konstrukce. Zadní pružiny jsou pak značně prodloužené.

### Testování firmou The Autocar
Zkušební řidiči firmy The Autocar testovali dvoumístný vůz po dobu deseti dnů, během kterých najezdili zhruba 640 km. Ovládání vzduchové brzdy pomocí otáček motoru se projevilo jako dostatečné pro většinu účelů a dvojitá brzda byla potřebná pouze u nejstrmějších kopců nebo při nouzovém zastavení. Otáčení vozu ve velmi ostrém úhlu způsobovalo potíže ovládání zapalování nebo škrticí klapky a otáčky motoru se tak nedali dobře regulovat. Automobil byl však poměrně rychlý a měl extrémně dobrou stoupavost do kopce.
Při první modifikaci vozu byla odstraněna skříň převodovky z původního uložení v části páteřového rámu a tím se zlepšilo řazení a také přístup ke karburátoru.

### Změna rámu
V roce 1907 Rover ukončil výrobu páteřového rámu a začal používat dřevěný podvozkový rám z jasanového dřeva prokládaný ocelovými deskami. Robert Jefferson a Robert Weallas poté přejeli s vozem Rover 8 z Coventry do Istanbulu, čímž se stali prvními lidmi, kteří přejeli Evropu v automobilu.
Většina z této řady vozů Rover 8 se vyráběla pouze v základní výbavě jako otevřený dvoumístný vůz bez čelního skla nebo jiné ochrany před povětrnostními vlivy.
Při uvedení na trh byla cena vozu na domácím trhu 200 liber.

### Motory s šoupátkovým rozvodem
V roce 1911 se Rover 8 začal nabízet také s motorem Daimler-Knight s šoupátkovým rozvodem o objemu 1052 ccm, které vyráběla společnost Daimler.
Vozy s těmito motory měli delší rozvor a měli celkově větší rozměry.

## 1919–1925
Nově vyvinutý a lehčí Rover 8, jehož výroba byla oznámena v říjnu 1919 byl navržen Jackem Sangsterem a to do značné míry předtím, než se připojil k Roveru. Vyvinut a postaven byl v nové továrně v Tyseley v Birminghamu a odtud byl odvezen do Coventry k finální montáži. Pro společnost to byl velký prodejní úspěch.
Vzduchem chlazený plochý dvouválec s postranními ventily měl horizontálně protilehlé válce a původně měl obsah 998 ccm s vrtáním 85 mm a zdvihem 88 mm, nicméně v roce 1923 byl obsah zvýšen na 1134 ccm a zdvih měl 100 mm přičemž originální motor dával výkon 13hp (9,7kW) při 2600 ot/m. Ačkoliv měl vůz vestavěný konvenčně vypadající chladič, byla to pouze maketa. Ve skutečnosti byl motor chlazen pomocí vzduchových otvorů na boku kapoty a tradovalo se, že po delší jízdě bylo v noci vidět skrz tyto otvory do ruda rozpálené hlavy válců. Dva příčníky rámu nesly na třech bodech upevněnou motorovou jednotku se spojkou a třístupňovou převodovku se zpátečkou. Zadní kola byla poháněna šnekovým převodem z univerzálního kloubu, který byl hnán z motoru pomocí hnací hřídele se spojovacím kloubem z tvrdé tkaniny. Dynamo bylo poháněno řemenem z hřídele ventilátoru. Elektrický startér byl na objednávku od roku 1923. Vůz byl vybaven šestivoltovým elektrickým rozvodem pro světla.
Podvozkem byl jednoduchý obvodový rám odpružený čtvrteliptickými listovými pery. Tato konzolová pera a řízení s hřebenem a pastorkem byly v té době považovány za neobvyklá. Kola byla ocelová a vyměnitelná což v té době také nebylo pravidlem. Brzdy byly namontovány pouze na zadní kola se samostatným obložením pro ruční brzdu. V roce 1924 byl rozvor prodloužen z 2 200 mm na 2 400 mm, aby bylo možné rozšířit nabídku o čtyřmístné vozy včetně čtyřsedadlového sedanu s textilními potahy.
|  |  |

Otevřené dvoumístné karoserie se sklopnými zadními sedátky byly již v té době běžné, ale otevřené tří nebo čtyřsedadlové karoserie s o šest palců delším rozvorem byly uvedeny až v říjnu 1922 na autosalonu Motor Show. Od roku 1923 byly ve výrobě také dvousedadlová kupé a dokonce i malé dodávkové vozy.
Cena vozu byla v roce 1919 230 liber, ale do roku 1925 byla snížena na 139 liber. Vůz dosahoval rychlosti 72 km/h a jeho spotřeba byla pouhých 5,3 l/100 km. Bylo možno objednat i volitelné doplňky jako např. nestandardní barva za 5£, rychloměr za 7£, boční závěsy, které zcela uzavírali kabinu za 3£. V listopadu 1921 došlo ke zdokonalení mazání motoru a karoserie byla upravena aby bylo uvnitř více prostoru. Rovněž byl vylepšen vzhled a tvar vozu.
Od října 1922 byly montovány vylepšené ventily ze speciální oceli čímž byl odstraněn problém s přehříváním.
Rover 8 byl mezi lety 1921 a 1923 mimo jiné vyráběn licenčně firmou Peter-und-Moritz i v Německu s mírně větším motorem.

### Silniční test časopisuThe Times
Motoristický žurnalista časopisu The Times informoval v říjnu 1922, že chování vozu na silnici bylo příjemným překvapením. Bylo pro něj překvapující, jak málo pociťoval absenci dalších dvou válců (již tehdy byly motory většinou čtyřválcové). I přesto, že vůz postrádal rychloměr, odhadl maximální rychlost na rovné silnici okolo 65 km/h. Sedadla byla pohodlná a prostor dostatečný. Vůz neměl postranní dveře řidiče, ale novinář ocenil vůz jako celkově skvělé malé auto.